# Melanolycaena thecloides
Melanolycaena thecloides is een vlinder uit de familie Lycaenidae. De wetenschappelijke naam is gepubliceerd in 1974 door Sibatani.